# فهرست شخصیت‌های بلندپایه در مراسم خاکسپاری پاپ فرانسیس

نقشه کشورهایی را نشان می‌دهد که در سطح ملی در مراسم تشییع پاپ فرانسیس حضور پیدا کردند

مراسم تشییع جنازه پاپ فرانسیس در ۲۶ آوریل ۲۰۲۵ با حضور نمایندگان حداقل ۱۱۶ کشور از ۱۹۳ کشور عضو سازمان ملل متحد، همراه با جمهوری چین، کوزوو، فلسطین و نظام مستقل مالت برگزار شد. این مراسم شامل ۶۱ رئیس‌جمهور، ۳۷ نماینده از روسای کشورها و ۳۱ رئیس دولت بود. پس از درگذشت فرانسیس پنج روز پیش، بسیاری از رهبران خارجی حضور خود را در مراسم مسیحی آمرزانه او تأیید کردند، برخی حتی از روز درگذشت او. چندین کاردینال انتخابی در کنکلاو پاپ ۲۰۲۵ که جانشین فرانسیس را تعیین خواهد کرد، نیز در این مراسم حضور داشتند، همچنان که نمایندگان دیوسیزهای کاتولیک، نمایندگان دیگر فرقه‌های مسیحی و رهبران دیگر ادیان نیز حضور داشتند.

## روسای دولت
- بایرام بگای، رئیس‌جمهور آلبانی، و بانوی اول آرمندا بگای[۲][۳]
- اسقف اعظم خوان انریک ویوس ای سیسیلیا، اسقف اورگِل و به‌طور خودکار شریک ارشد مقام سلطنتی آندورا[۴]